# جک هاو
جک هاو (به انگلیسی: Jack Howe) بازیکن فوتبال زادهٔ ۷ اکتبر ۱۹۱۵ اهل کشور انگلستان که سابقهٔ بازی در تیم ملی فوتبال انگلستان را در کارنامهٔ خود دارد. وی در تاریخ ۱۶ مه ۱۹۴۸ نخستین بازی ملی خود را در مقابل تیم ملی فوتبال ایتالیا انجام داد و با حضور در ۳ بازی ملی، در تاریخ ۹ آوریل ۱۹۴۹ واپسین بازی ملی‌اش را در برابر تیم ملی فوتبال اسکاتلند برگزار کرد.